# 人眼
眼睛是一種人體器官，位於頭部，左右成對。與其它哺乳動物的眼睛相同，人眼有多種用途。作為感覺器官，眼睛能對光起反應，傳送訊號至大腦，以產生視覺。在眼睛後端的視網膜上，擁有杆細胞和錐細胞，能夠分辨出外界事物的顏色、外形，並產生景深。據估計，人眼可分辨約一千萬個不同的顏色。
眼睛的非成像光敏神經節細胞在視網膜接收到光的訊號強弱、荷爾蒙的褪黑激素和生理時鐘 誘導的規畫和抑制，會影響到和調整瞳孔的大小。

## 结构综述

人眼示意图，右眼的水平截面

眼睛不是完全的球體，而是一個融合的兩件式單位。較小的單位在前方称为前段（anterior segment），由角膜、虹膜和晶状体组成，此空间腔室称为前腔；較大單位在后方称为后段（posterior segment），由玻璃体、视网膜、脉络膜和巩膜（白色外壳）组成，此空间腔室称为后腔。前段的角膜透明，有較大弧度，与后段的巩膜以稱為角膜緣（corneal limbus）又稱輪部的環状结构联结。
角膜段的半徑通常是8mm (0.3英吋)。鞏膜構成其餘的六分之五，典型的半徑大約是12mm。虹膜构成眼睛的顏色，瞳孔则是黑色的中心；由於角膜是透明的，虹膜及瞳孔因而取代角膜成為可見的部分。因為光不會反射出來，觀看眼睛的內部需要检眼镜；检查眼底 (相對於瞳孔的區域) 可以观察视盘 (視乳頭) 的特徵。所有眼睛的光線由视盘穿過視神經纖維離開眼球。

### 尺寸
成人之間的尺寸相差只有1mm或2mm。垂直方向的大小，通常小於水平方向，在成人大約是24mm，出生時大約是16mm至17mm (大約0.65英吋)。眼球成長得很快，在3歲時就已經長至22.5mm至23mm (大約0.89英吋)。到13歲，眼睛已經達到最大尺寸，體積大約是6.5毫升 (0.4立方英吋)，重量大約7.5公克 (0.25盎司) 

### 組成
眼睛大致呈現球狀，由外而內來看，眼球壁主要可以區分成三層膜结构所組成。最外層称为纤维层，由前1/6的角膜和后5/6的鞏膜組成；中間層称为血管层，由脈絡膜、睫狀體、和虹膜組成。最內層称为网膜层，即視網膜所在处，如同從眼底镜看見的視網膜血管，它從脈絡膜的血管獲得循環。
围在眼球壁內的是眼球内容物，包括房水、玻璃體、和柔韌的水晶體。房水（水樣液）是一種清澈的液體，存于兩個區域：晶狀體暴露的區域，在角膜和虹膜之間的眼前房。晶狀體由透明細纖維組成的睫狀體内的懸韌帶 (zonule of Zinn，睫狀小帶) 懸吊著。玻璃体是一种由水和蛋白质组成的透明物质，具有果冻状和黏稠性的成分。

## 動態範圍

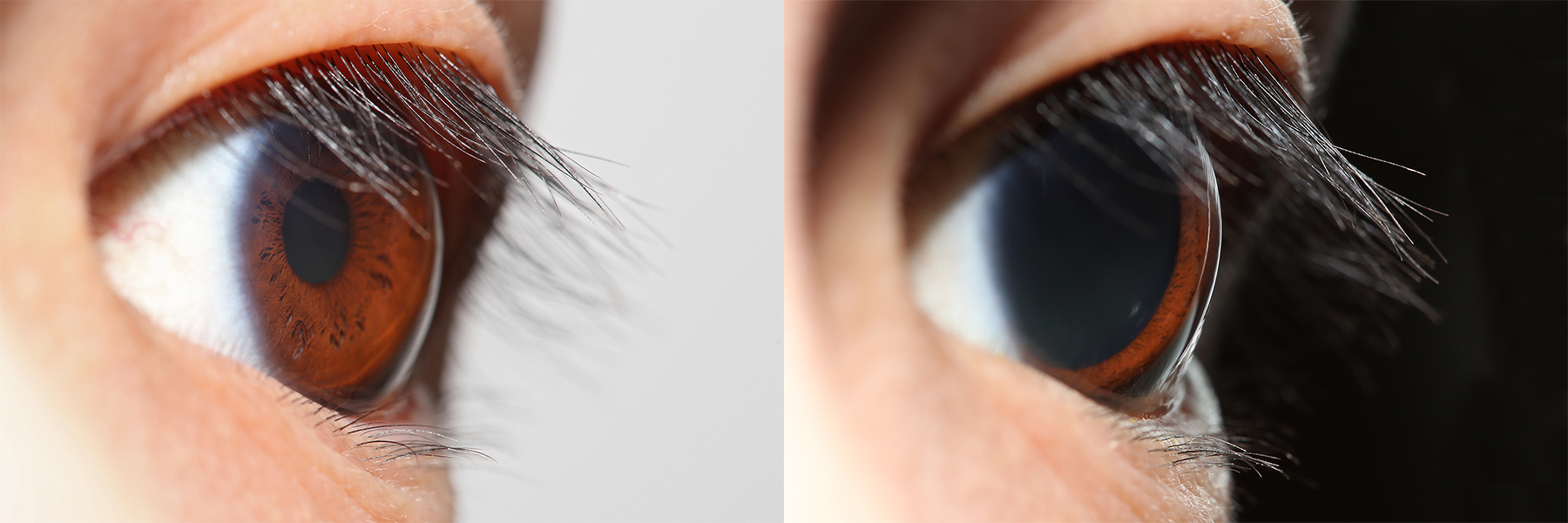
眼睛的瞳孔可以收缩和扩张

視網膜的靜態對比度大約是100：1 (焦比大約是6.5)。當眼球快速地移動 (眼球顫動)时， 它会反復地控制其接觸的化學物質和幾何位置，以調整虹膜控制瞳孔的大小。剛进入黑暗的環境時，视觉画面大約有4秒鐘的时间陷入完全的黑暗，通過視網膜的化學調整 (浦肯頁效應) 大多需要8分鐘才能完全適應黑暗的环境。此時的動態對比度可能會達到大約1,000,000：1(焦比大約是20) 。這個過程是非線性和多方面的，因此若受到光照而中斷後，這個適應程序必須重新開始。完全的適應是依賴良好的血流量，因此暗適應可能會造成血液循環很大的負擔 (貧血)，并似乎受到酒精或菸草的影響。
眼睛包括水晶體，不同於光學儀器，这更像是照相機和應用相同原則的光學鏡頭。瞳孔相当于人眼的光圈；虹膜相当于组成光圈的孔径光阑。在角膜的折射造成有效孔徑 (入射瞳)，但與物理上的瞳孔直徑略有不同。入射瞳的直徑通常是4mm，但是它的範圍可以從在明亮地方的2mm (f/8.3)變化至在黑暗地方的8mm(f/2.1)，但後者的數值隨著人年齡的增大而减退，老人眼睛的瞳孔有時不會超過5-6mm 。

## 視野
人眼的視野大約是向外95°、向內60°、向上60°、向下75°。視神經的非感光点或是盲點位於顳部12–15°、水平向下1.5°處，大約是7.5°高和5.5°寬

## 眼睛發炎

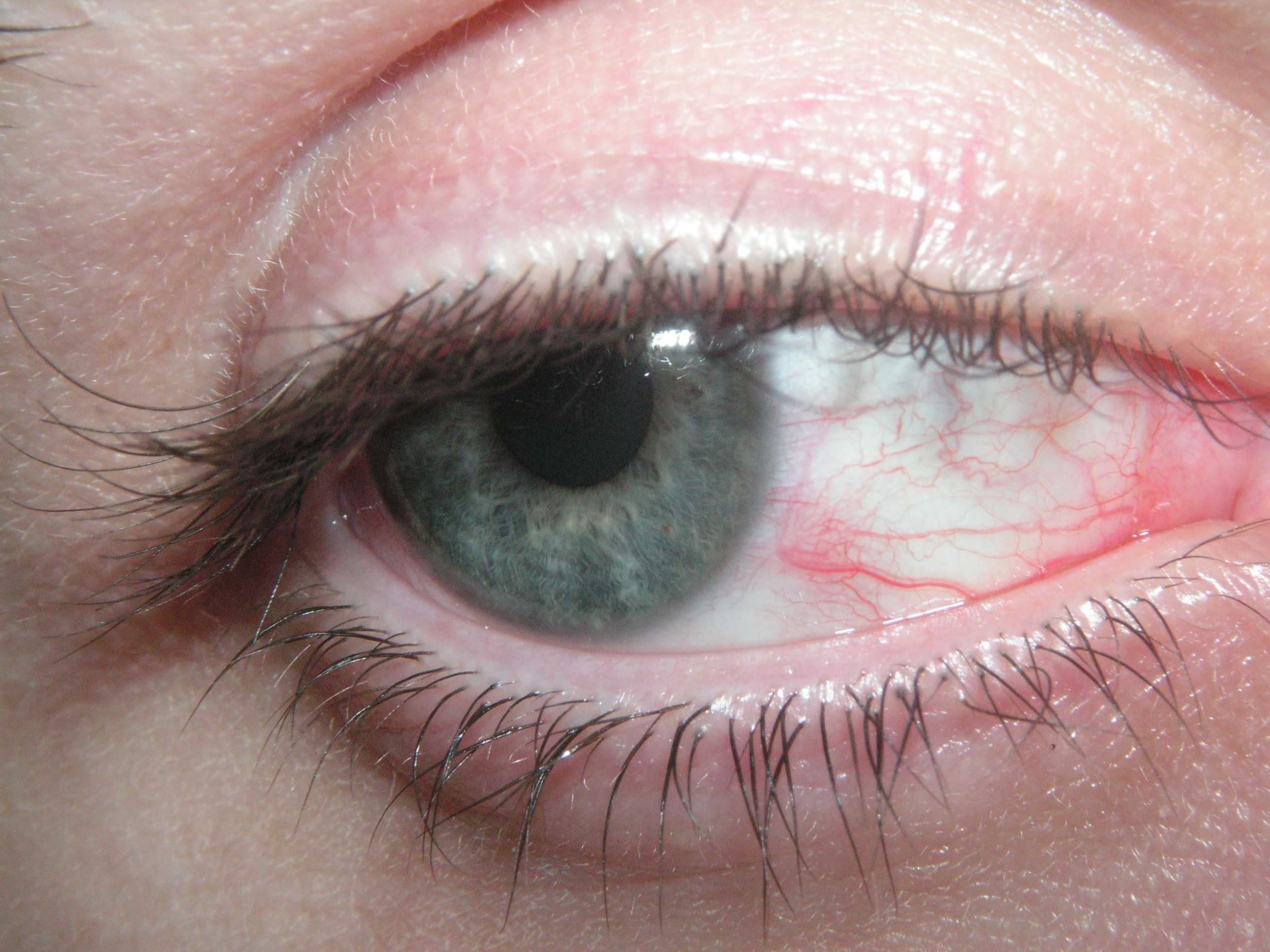
眼球中的血絲

## 眼睛的運動

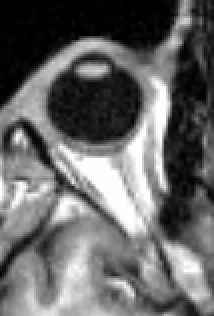
掃描人眼的磁共振成像 (MRI)。

### 眼外肌
每隻眼睛有六組肌肉控制它的運動：外直肌、內直肌、下直肌、上直肌、上斜肌、和下斜肌。當肌肉以不同的張力收縮時，施加在眼球上的扭力，幾乎完全用在旋轉眼球上，而只有大約1mm的移動量。因此，眼睛可以視為以眼球的中心點轉動的單點。

### 快速眼動
快速眼動，或是短期的REM，通常是發生在睡眠的夢境最活躍階段。在這個階段，眼睛快速的運動。眼球獨特的運動形式是不自主的。

### 眼球顫動
眼球顫動是快速的，兩隻眼睛受到大腦額葉的控制同時運動指向同一方向。一些不規則的漂移、移動，小於眼球顫動但大於微眼跳，角度可以達到6弧分。

### 微跳視
即使定睛看一個點，眼睛也會漂動，這可以確保個別的感光細胞可以不斷的受到不同程度的刺激。不改變輸入，這些細胞將停止輸出反應。在成人，微眼跳造成眼睛的移動角度小於0.2°。

### 前庭視反射
前庭視反射是當頭部在運動期間，眼睛會向相反的方向運動，以使影像在視網膜上維持穩定的反射運動。例如，當頭向右移動時，眼睛會向左移動，反之亦然。

### 追隨平穩運動
眼睛可以追隨一個移動中的物體。這種追隨是前庭視反射，不需要大腦處理傳入的視覺資訊和提供回饋，因此不是很準確。雖然眼睛經常會反射的掃視，但相對來說，追隨以恆定速度移動的物體是較容易的。成人的眼睛可以100%的順利追隨平穩運動的物體。
在低照度的條件下，除非有另一個速度確定的參考點，是很難以視覺估計移動的速度。

### 視動反射
視動反射是掃視和追隨平穩運動的組合。例如，當從窗口注視窗外運動中的列車，眼睛可以短時間集中在運動中的列車 (經由追隨平穩)，直到列車駛到視野之外。在這個點上，視動反射起了作用，將眼睛移回第一次看到列車的點 (經由掃視)。

## 臨近的響應
近距離的視覺調整涉及將影像聚焦在視網膜上的三個進程。

### 聚散度移動 (姿勢)

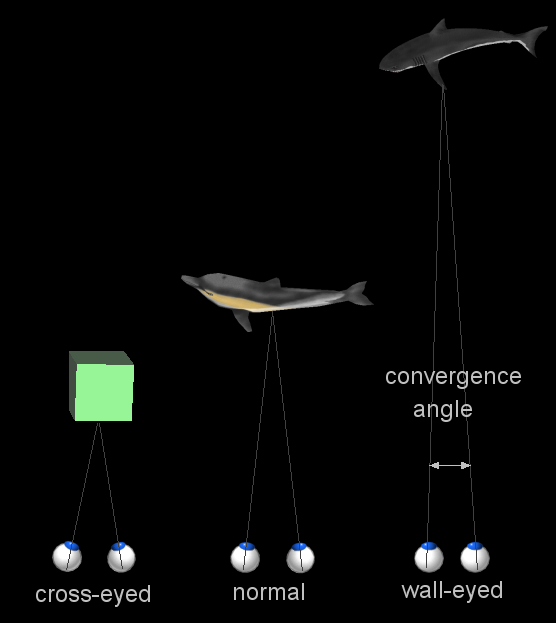
兩隻眼睛會聚指向相同的物體。

當生物以雙眼注視一個物體時，眼睛必須繞著垂直的軸旋轉，讓影像在兩眼都能投影在視網膜的中心。要看更近的物體，兩眼必須旋轉得更為接近 (收斂，而看較遠的物體，兩眼就會轉動得更為分歧。誇張的收斂稱為交叉視法 (例如，聚焦在人類的鼻子) 。當觀望遠處時，或是'開始視若無物'，眼睛暨不發散也不收斂。眼睛的聚散運動與眼睛的調節緊密的結合，在正常狀況下，更改眼睛的焦點以觀看不同距離上的物體，眼睛將自動的調整和聚散，來更改眼睛的焦點。

### 瞳孔壓縮
透鏡的邊緣不能像接近中心區域一樣的偏折光線，因此在鏡頭中的影像會有些模糊的邊緣 (球面像差)。篩選掉周圍而只看中心的光線，可以讓球面差降到最低。
在眼睛，當眼睛要聚焦在近距離的物體時，瞳孔的目的就是阻擋掉周圍的光線。
瞳孔達成這種工作有雙重的目的：調整眼睛的亮度變化和減少球面像差。

### 透鏡的調節
改變透鏡曲率的改變，由環繞著透鏡的睫狀肌調整。這些縮小睫狀肌的直徑、放鬆交叉的韌帶纖維，並允許透鏡放鬆成為形狀更凸的鏡頭。曲率越大的鏡頭折光越強烈，並且將更靠近的物體發散的光更緊密的聚焦在視網膜上。

## 老化效應
有許多疾病、身心失調和年齡相關的因素，都會使眼睛和周圍的結構發生變化。
眼睛隨著年齡的變化，無疑的可以完全歸咎於衰老過程。許多生理上和結構上的程序會隨著年齡逐漸衰退 (老化)。伴隨著老化，視覺品質惡化是眼疾老化的單獨原因。雖然有許多眼睛的變化與疾病無關，最重大的功能變化似乎是瞳孔的大小變化減少，和水晶體失去彈性導致調節距焦能力的衰減 (老花眼)。瞳孔控制可以到達視網膜的光量，瞳孔的擴張程度隨年齡遞減，導致在視網膜接收到的光量大幅度下降。相較於年輕人，老人就像經常帶著中等密度的太陽眼鏡。因此，對於任何需要隨著照明的視覺導引才能看清楚的細節，老人需要額外的照明。某些眼部疾病，像是皰疹和生殖器疣，可以來自性行動的傳染。如果感染的區域和眼睛之間發生接觸，性病可以傳染到眼睛。
隨著老化在角膜的邊緣周圍會發展出白色的圓環，稱為老年環。老化導致的鬆弛使眼臉組織下垂和眼窩脂肪的萎縮。這些變化與幾個眼臉疾病，像是外翻、內翻、眼皮鬆弛下垂、和眼臉下垂。玻璃體凝膠經歷液化 (玻璃體後脫離或PVD) 和它的不透明度— 可見的漂浮物 — 在數量上逐漸增加。
各種眼睛護理專業，包括眼科醫師、驗光配鏡師、和眼鏡商參與眼球和視覺障礙的治療。斯內倫圖表是一種用來衡量視力的眼圖表。眼部檢查的結果，可以讓眼科醫生提供病人的眼鏡處方的矫正鏡頭。一些眼睛的疾病，包括影響到三分之一人口的近視和四分之一人口的遠視、和由於老化失去聚焦範圍的老花眼，被建議佩戴矯正鏡片。

## 眼科護理專業人員
人眼的複雜度有足夠的理由由全科醫生以外的專業醫師來關心和愛護。這些專家或眼科護理專業人員在不同的國家或地區有不同的功能。每位眼科護理專業人員通常可以歸類到以下一個或多個 (也就是說，在某些情況下透過鏡頭，眼科醫生可以執行外科手術；而這通常是驗光師的職責) 類型的專業人員的職責： 
- 眼科醫師
- 視軸矯正師
- 驗光師
- 光學儀器商

## 外部連結
维基共享资源上的相關多媒體資源：人眼
- 3D Interactive Human Eye （页面存档备份，存于）

Template:Muscles of orbit